# 伊藤隆夫
伊藤 隆夫（いとう たかお）は、日本の実業家。三菱鉱石輸送株式会社代表取締役社長や、八馬汽船株式会社代表取締役社長を務めた。

## 人物・経歴
1977年一橋大学経済学部卒業、日本郵船入社。アメリカ合衆国駐在、イギリス駐在、シンガポール駐在などを務め、2006年日本郵船散貨運輸有限公司董事長に就任。2008年日本郵船経営委員・中国総代表、日郵物流有限公司董事長。2011年三菱鉱石輸送代表取締役副社長。2013年三菱鉱石輸送代表取締役社長。2015年八馬汽船代表取締役社長。2017年にはシンガポールの古書店で購入した神戸古地図を、神戸開港150年を記念して、父親がかつて東京銀行神戸支店時代に務めていた神戸市立博物館に寄贈し、神戸市から感謝状や記念品を受けた。2018年八馬汽船取締役相談役。日本海運集会所理事も務めた。